# At the Boar's Head

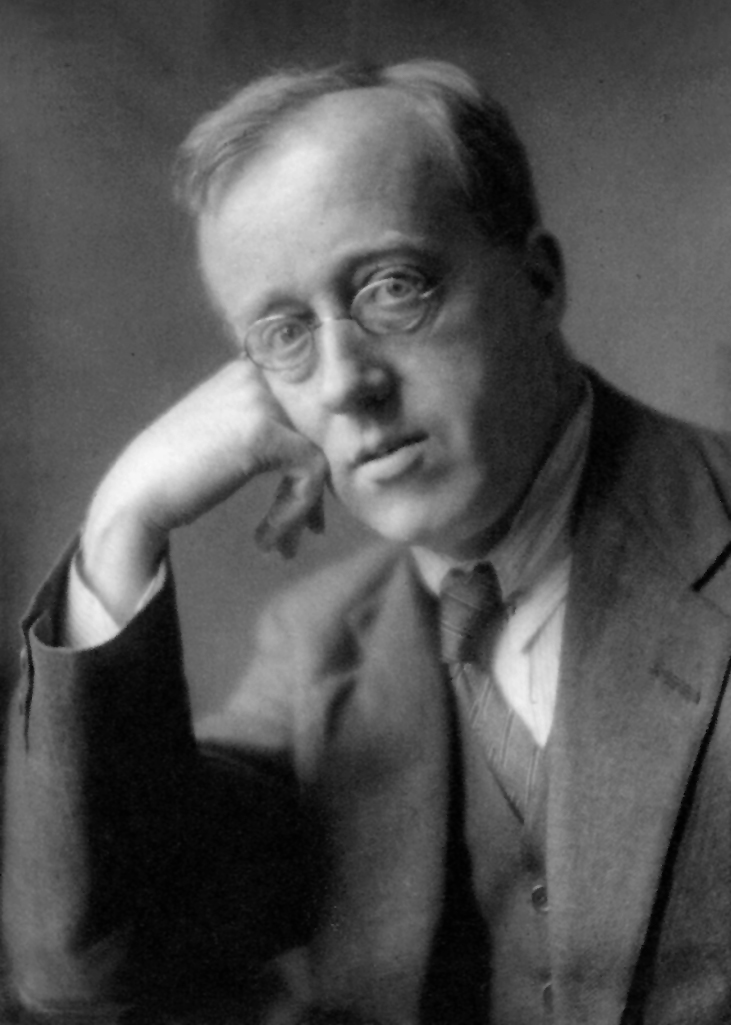
Gustav Holst

At the Boar's Head är en opera (musical interlude) i en akt med musik och libretto av Gustav Holst. Texten bygger på delar av Shakespeares krönikespel Henrik IV, del 1 och 2 (1596-98).

## Historia
Några månader före premiären av The Perfect Fool föll Holst när han dirigerade och slog i huvudet. Tillståndet förvärrades och han ordinerades att tillbringa året (1924) på landet. Tiden tillbringade han med att läsa samlingar av engelska folksånger och Shakespeares Henrik IV. Holst noterade att rytmen och versmåtten i folksångerna stämde väl överens med Shakespeares texter. Han fick uppslaget att komponera en hel opera byggd på folksånger. Han tog texterna huvudsakligen från scenerna med John Falstaff på puben Boar's Head Inn och kombinerade dem med två sonetter och tre traditionella sånger. Operan hade premiär den 3 april 1925 på Palace Theater i Manchester under ledning av Malcolm Sargent.

## Personer
- Falstaff (bas)
- Prins Hal (tenor)
- Poins (bas)
- Bardolph (baryton)
- Doll Tearsheet (sopran)
- Peto (tenor)
- Gadshill (baryton)
- Pistol (baryton)
- Värdinnan mrs Quickly (sopran)

## Handling
På värdshuset "At The Boar's Head" sitter Bardolph med vännerna Peto och Gadshill. In kommer Falstaff och skryter om sina bedrifter. Bland gästerna befinner sig prins Hal med väpnaren Poins. Ett bud anländer till prinsen om det förestående inbördeskriget. Kungen önskar se sin son och få en förklaring till varför han inte är hemma på slottet. Prinsen övar den kommande konversationen med fadern och Falstaff får agera kungen. Bardolph gör entré och hämtar prinsen för att föra honom till kungen. Efter en stund kommer Pistol men värdinnan mrs Quickly vägrar släppta in honom då han dricker för mycket. Men Pistol tvingar sig in och börjar utbyta förolämpningar med Doll Tearsheet. Alla försöker blir av med Pistol men det är Falstaff som får iväg honom. Falstaff blir även han inkallad för krigstjänst och han följs på vägen av Doll Tearsheet.